# Kruševo (Mostar)
Kruševo je zemljopisno područje jugozapadno od Mostara, na južnom dijelu Mostarskog blata, kojeg sačinjava pet sela Podgorje, Selište, Čule, Sretnice i Krivodol. Kruševo je također i mjesna zajednica te rimokatolička župa.

## Stanovništvo
Prema popisu stanovništva 1991. Mjesna zajednica Kruševo je imalo 1742 stanovnika, od toga 1606 hrvatske, 124 bošnjačke i 12 ostalih nacionalnosti.

## Povijest
Dana 26. listopada 1991. godine srpsko-crnogorske vojne snage okupirale su Kruševo. Župna crkva u Kruševu pogođena je s pet granata 6. svibnja 1992. Kruševo je oslobođeno operacijom Lipanjske zore 11. lipnja 1992. godine. Oslobađanje desne obale rijeke Neretve krenulo je tog dana i prvo je oslobođeno područje Kruševa i brdo Orlovac, a zatim brdo Hum i zapadni dio grada Mostara. Danas je na vrhu Orlovca križ podno kojeg se pale svijeće kad se obilježava obljetnica operacije Lipanjske zore.
Nedaleko od Kruševa ubijen je iz zasjede zapovjednik HOS-a Hercegovine,  general bojnik Armije BiH Blaž Kraljević 9. kolovoza 1992. godine.

## Šport
- HNK Kruševo, nogometni klub

## Poznate osobe
- Petar Čule, mostarsko-duvanjski biskup